# Orthophytum heleniceae
Orthophytum heleniceae är en gräsväxtart som beskrevs av Elton Martinez Carvalho Leme. Orthophytum heleniceae ingår i släktet Orthophytum och familjen Bromeliaceae. Inga underarter finns listade i Catalogue of Life.